# 韋爾巴赫河 (布倫斯巴赫河支流)
51°9′5.99″N 7°20′31.62″E / 51.1516639°N 7.3421167°E
韋爾巴赫河（德語：Weierbach），是德國的河流，位於該國西部，處於北萊茵-威斯特法倫州，屬於布倫斯巴赫河的右支流，河道全長2.1公里，流域面積0.74平方公里。